# Palura atrimargo
Palura atrimargo là một loài bướm đêm trong họ Noctuidae.